# Sideroxylon mirmulans
Sideroxylon mirmulans är en tvåhjärtbladig växtart som beskrevs av Robert Brown. Sideroxylon mirmulans ingår i släktet Sideroxylon och familjen Sapotaceae. IUCN kategoriserar arten globalt som sårbar.
Artens utbredningsområde är Madeira. Inga underarter finns listade i Catalogue of Life.

## Bildgalleri

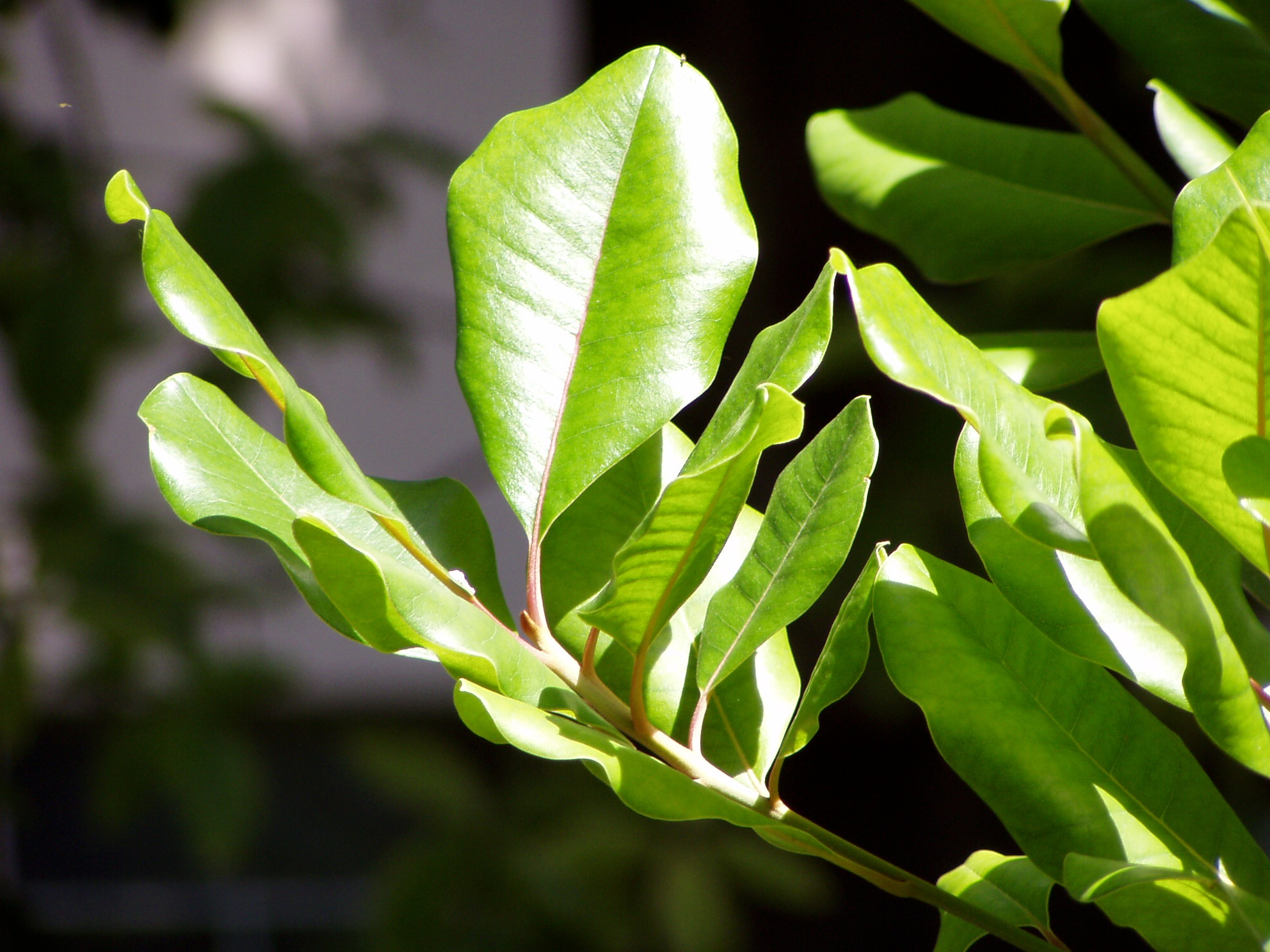